# Killer Women
Killer Women (od 2014) – amerykański serial kryminalny wyprodukowany przez Electus, Latin World Entertainment, Pol-Ka Productions i ABC Studios. Serial wzorowany jest na argentyńskim serialu kryminalnym Mujeres Asesinas. Stacja ABC anulowała serial a dwa pozostałe odcinki będą dostępne w internecie od 30 marca 2014 roku.
Premiera serialu miała miejsce w Stanach Zjednoczonych 7 stycznia 2014 roku na amerykańskim kanale ABC.

## Opis fabuły
Serial opowiada o losach Molly Parker (Tricia Helfer), rozwiedzionej kobiety, byłej królowej piękności oraz córki szeryfa w szeregach Strażników Teksasu, która stara się dociec prawdy za wszelką cenę.

## Obsada

### Główni
- Tricia Helfer[3] jako Molly Parker[4]
- Marc Blucas jako Dan Winston[4]
- Alex Fernandez jako Luis Zea[4]
- Marta Milans jako Becca Parker[4]
- Michael Trucco jako Billy Parker[4]

### Goście specjalni
- Nadine Velazquez jako Martina Alvarez
- Beth Riesgraf jako Jennifer Jennings[4]
- Melora Hardin jako Nan Reed
- Jeffrey Nordling jako Jake Colton
- Vincent Fuentes jako Paco La Mosca
- Paul Howard Smith jako szeryf Lloyd Watkins
- Aisha Hinds jako agentka FBI Linda Clark

## Odcinki
| Sezon | Sezon | Odcinki | Oryginalna emisja | Oryginalna emisja | Oryginalna emisja | Oryginalna emisja | Oryginalna emisja |
| Sezon | Sezon | Odcinki | Premiera sezonu   | Finał sezonu      | Premiera sezonu   | Finał sezonu      |                   |
| ----- | ----- | ------- | ----------------- | ----------------- | ----------------- | ----------------- | ----------------- |
|       | 1     | 8       | 7 stycznia 2014   | 30 marca 2014     | brak danych       | brak danych       |                   |

### Sezon 1 (2014)
| № | # | Tytuł                 | Reżyseria         | Scenariusz                   | Premiera         | Premiera    |
| - | - | --------------------- | ----------------- | ---------------------------- | ---------------- | ----------- |
| 1 | 1 | La Sicaria            | Lawrence Trilling | Hannah Shakespeare           | 7 stycznia 2014  | brak danych |
| 2 | 2 | Some Men Need Killing | Marc Roskin       | Hannah Shakespeare           | 14 stycznia 2014 | brak danych |
| 3 | 3 | Warrior               | Martha Coolidge   | Jason Ning                   | 21 stycznia 2014 | brak danych |
| 4 | 4 | The Siren             | David Grossman    | Jonathan Kidd & Sonya Winton | 4 lutego 2014    | brak danych |
| 5 | 5 | In and Out            | Marc Roskin       | Jonathan Kidd & Sonya Winton | 11 lutego 2014   | brak danych |
| 6 | 6 | Series Finale         | David Grossman    | Sal Calleros                 | 18 lutego 2014   | brak danych |
| 7 | 7 | Demons                | Colin Bucksey     | Heather Zuhlke               | 30 marca 2014    | brak danych |
| 8 | 8 | Queen Bee             | Colin Bucksey     | Hannah Shakespeare           | 30 marca 2014    | brak danych |